# Национальное либерийское женское социально-политическое движение
Национальное либерийское женское социально-политическое движение (англ. National Liberian Women's Social and Political Movement, NLWSPM) — неправительственная организация в Африке.

## История
Движение было основано в Либерии в 1920 году как женская организация. Основательница Мод Моррис была дочерью постоянного представителя США в Либерии (англ. US Resident Minister to Liberia) Эрнеста Лайона. В 1907 году вышла замуж за Джона Льюиса Морриса (1882–1935), который позже занимал пост государственного секретаря Либерии при Дэниеле Ховарде в 1920-х годах.

## Структура
У движения были местные отделения среди четырех племенных групп Либерии. Среди организаций-участников были «Женщины племени Басса» (англ. Bassa Tribal Women) и «Женщины племени Гребо» (англ. Grebo Tribal Women).

## Гуманитарная деятельность
Движение отправляло посылки с подарками либерийским войскам, несущим службу в Республике Конго.

## Политические цели
Движение пыталось добиться участия женщин в государственной деятельности Либерии. Однако президент Чарльз Кинг выступил против этого на том основании, что нововведение было бы равнозначно «американизации» либерийских женщин. В 1932 году Моррис снова попыталась организовать женщин, возглавив группу, которая обратилась к национальному законодательному органу с просьбой внести поправки в конституцию и установить избирательное право для женщин, но «К этому также относились со смехом и презрением».
В 1946 году на смену движению возникла новая организация «Либерийское женское общественно-политическое движение», которая была основана Сарой Симпсон-Джордж и смогла добиться поставленных движением целей по допущению женщин Либерии к государственной деятельности.